# Thrust Fin
Die Thrust Fin ist eine Vorrichtung in der Schifffahrt. 
Von Hyundai Heavy Industries entwickelt, dient die Finne dazu, den Treibstoffverbrauch von Schiffen zu reduzieren. Die Finne wird horizontal vorne am Ruder eines Schiffes befestigt. Sie soll die Strömung durch den Schiffspropeller verbessern und so eine Reduzierung der nötigen Leistung bei gleicher Geschwindigkeit bewirken. 
Das erste mit dieser Finne ausgerüstete Schiff war die Kuala Lumpur Express, ein 8.600-TEU-Containerschiff der Colombo-Express-Klasse von Hapag-Lloyd. Die Ersparnis an Treibstoff soll bis zu 6 % betragen.